# رآکتور سریع خنک‌شده فلز مایع

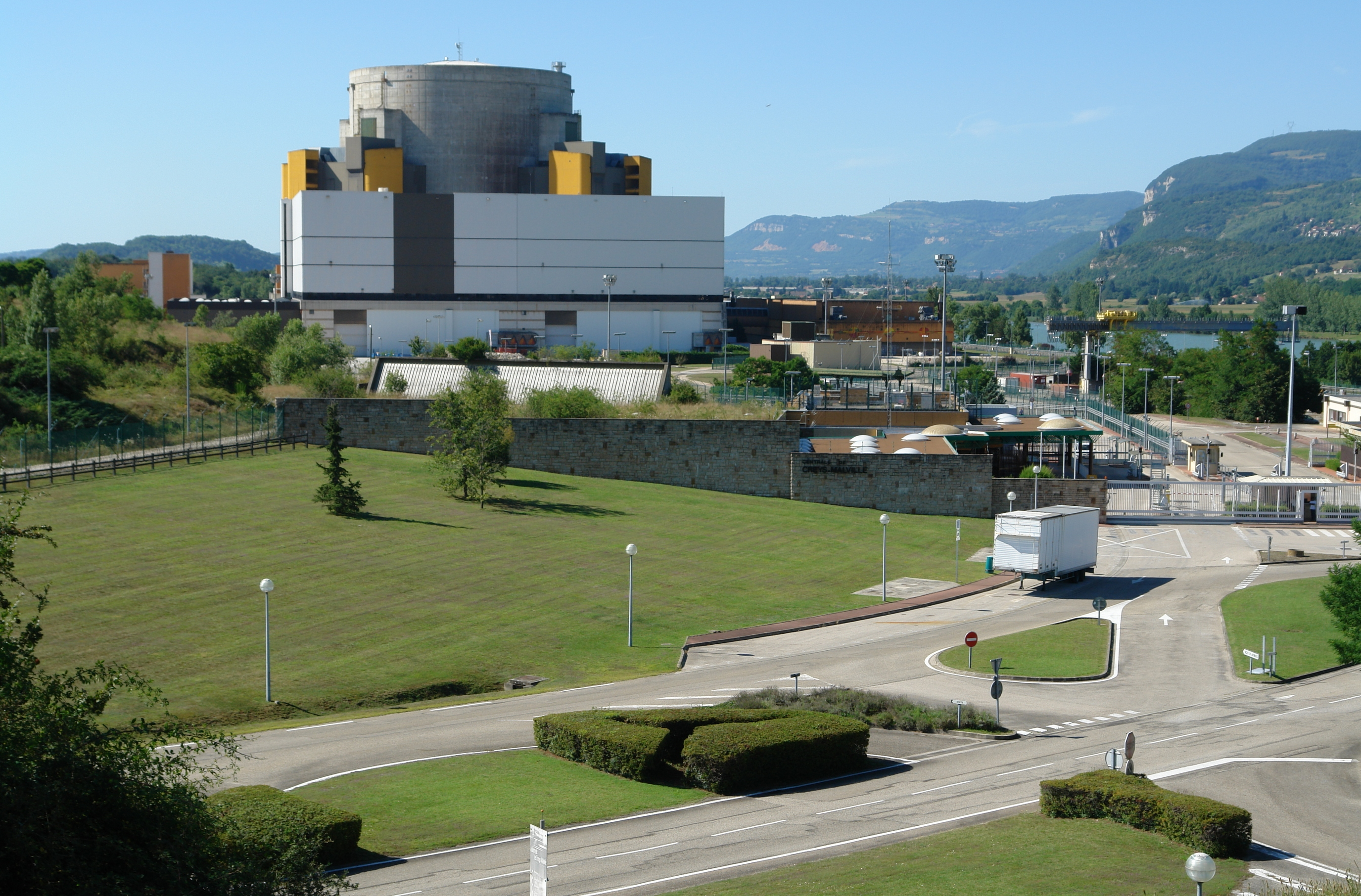
راکتور سوپرفنیکس فرانسه

راکتور سریع خنک شده فلز مایع (به انگلیسی: Liquid metal cooled reactor) یا رآکتورهای LMFR، یکی از انواع رآکتور هسته‌ای از نوع راکتورهای بریدری است که به منظور استفاده در نیروگاه‌های هسته‌ای کاربرد دارد که از انرژی هسته‌ای استفاده می‌کند.
نخستین راکتور از این نوع در سال ۱۹۴۶ در آزمایشگاه ملی لاس آلاموس در نیومکزیکو راه‌اندازی شد.
این رآکتورها از چرخهٔ سوخت اورانیوم-پلوتونیومی استفاده می‌کنند، و از خنک‌کنندهٔ فلز مایعی همچونسدیم، جیوه، سرب، قلع یا آلیاژ سدیم-پتاسیم بهره می‌برند.
از رآکتورهای مشهور این نوع می‌توان رآکتور مونجو در ژاپن، و رآکتور سوپر فینیکس فرانسه، راکتورهای BN-350 reactor, BN-600 reactor, BN-800 reactor در روسیه و قزاقستان اشاره کرد.
این نوع از راکتورها، کاربرد خود را در زیردریایی‌های نظامی مثل زیردریایی کلاس نوامبر، زیردریایی کلاس آلفا شوروی و زیردریایی یواس‌اس سی‌ولف (اس‌اس‌ان-۵۷۵) آمریکا پیدا کردند.

## جستارهای مربوطه
- راکتور آبی سبک